# 빅토르 케이루
빅토르 조노비치 케이루(러시아어: Ви́ктор Джонович Кейру, 1984년 1월 31일 ~ )는 러시아의 은퇴한 농구 선수로 포지션은 스몰 포워드, 슈팅 가드이다. 소비에트 연방 로스토프나도누에서 태어났다. 키는 2m이고, 몸무게는 102kg이다. 아버지는 시에라리온인, 어머니는 러시아인이다. 현역 시절에 CSKA 모스크바에서 활동했으며, 러시아 농구 국가대표팀의 일원으로 2008년 하계 올림픽에 참가했다.